# Іререо
Іререо (ірл. Irereo Fáthach) — Іререо Фахах, Іререо Мудрий [1] — верховний король Ірландії. Час правління: 337—330 до н. е. (згідно з «Історією Ірландії» Джеффрі Кітінга) [3] або 481—474 до н. е. (відповідно до «Хроніки Чотирьох Майстрів») [4]. Прийшов до влади після вбивства свого попередника — верховного короля Ірландії на ймення Енгус Оллом (ірл. — Óengus Ollom). Правив Ірландією протягом семи чи десяти років. Був вбитий у васальному королівстві Улад (Ольстер) Фером Корбом (ірл. — Fer Corb) — сином Муга Корба (ірл. — Mug Corb). «Книга захоплень Ірландії» синхронізує його правління з часом правління Птолемея III Евергета в Єгипті (246—222 до н. е.) [2], але Джеффрі Кітінг та Чотири Майстри відносять час його правління до більш давніх часів.